# Красноорловское сельское поселение (Кемеровская область)
Красноорло́вское се́льское поселе́ние — упразднённое муниципальное образование в Мариинском районе Кемеровской области. Административный центр — село Красные Орлы.
С 1 июня 2021 года упразднено в связи с преобразованием района в Мариинский муниципальный округ.

## История
Красноорловское сельское поселение образовано 17 декабря 2004 года в соответствии с Законом Кемеровской области № 104-ОЗ. 

## Население
| 2010  | 2011  | 2012  | 2013  | 2014  | 2015  | 2016  |
| ----- | ----- | ----- | ----- | ----- | ----- | ----- |
| 2155  | ↗2156 | ↘2084 | ↘2021 | ↘1979 | ↘1927 | ↘1886 |
| 2017  | 2018  | 2019  | 2020  | 2021  |       |       |
| ↘1870 | ↗1875 | ↘1856 | ↘1837 | ↘1146 |       |       |

## Состав
| № | Населённый пункт | Тип населённого пункта       | Население |
| - | ---------------- | ---------------------------- | --------- |
| 1 | Камышенка        | деревня                      | 205       |
| 2 | Красные Орлы     | село, административный центр | 1391      |
| 3 | Петровка         | деревня                      | 139       |
| 4 | Тюменево         | деревня                      | 420       |